# 笑ひのガス
『笑ひのガス』（わらいのガス、Laughing Gas）は、1914年公開の短編サイレント映画。キーストン社による製作で、監督はチャールズ・チャップリン。1971年に映画研究家ウノ・アスプランドが制定したチャップリンのフィルモグラフィーの整理システムに基づけば、チャップリンの映画出演20作目にあたる。

## あらすじ
チャーリーは歯科医（フリッツ・シェイド）のもとで歯科助手を務めていたが、ある時歯科医が患者に麻酔（笑気麻酔？）を与えたところ、突然患者が笑い出して止まらなくなり、チャーリーはハンマーで一殴りして患者を黙らせる。歯科医の指示で薬局に行ったチャーリーは通行人と喧嘩をし、二人の通行人にレンガを投げつけて歯を折る。さらに歯科医の妻（アリス・ハウエル）のスカートをふとした拍子に引き下ろしてしまう。笑っていた患者は、自然に回復して歯科医の知らぬ間に出て行ってしまう。戻ってきたチャーリーの頓珍漢な治療は続き、女性客にまとわりついたり歯を折られた被害者の正常な歯をペンチで抜いたりして、被害者二人や歯科医、同僚とも喧嘩。ついには女性患者に張り倒されてノックダウン（右映像または#外部リンクのインターネットアーカイブ・YouTube映像参照）。

## 背景
歯科は、チャップリンが少年期に直接接し、のちに自身も身を置いたミュージックホールの世界においては定番のネタであった。チャップリンは『笑ひのガス』の完成後に『チャップリンの道具方』と『チャップリンの画工』を続けて撮影するが、結果としての出来栄えの差はあれど、3作連続でヴォードヴィルに由来する作品を手掛けることとなった。

## キャスト
- チャールズ・チャップリン - 歯科助手
- フリッツ・シェイド - 歯科医
- アリス・ハウエル - 歯科医の妻
- ジョゼフ・サザランド - 助手
- スリム・サマーヴィル（英語版） - 患者
- ジョゼフ・スウィッカード（英語版） - 患者
- マック・スウェイン - 患者
- ジーン・マーシュ - 患者

ほか

### 日本語吹替
| 俳優                     | 日本語吹替 |
| ------------------------ | ---------- |
| チャールズ・チャップリン | 高木渉     |
| フリッツ・シェイド       | 駒谷昌男   |
| アリス・ハウエル         | 小宮和枝   |
| （ナレーター）           | 羽佐間道夫 |

- 初回放送2014年12月14日スター・チャンネル[3]

この作品はサイレント映画だが、チャップリンのデビュー100周年を記念し、日本チャップリン協会監修のもと、スターチャンネルで日本語吹替が製作された。